# Зёркль, Альберт
Альберт Конрад Зёркль (англ. Albert Conrad Zirkel; 23 октября 1884, Ньюарк, Нью-Джерси — февраль 1945, Ньюарк (Нью-Джерси)) — американский борец, бронзовый призёр летних Олимпийских игр 1904.
На Играх 1904 в Сент-Луисе Зёркль соревновался только в категории до 65,8 кг. Он дошёл до полуфинала, но проиграл свою встречу будущему чемпиону Отто Рёму. Бой за третье место не устраивался, но он всё равно получил бронзовую медаль.